# Kikki Danielsson
Kikki Danielsson, folkbokförd Elsie Ann-Kristin Ros (ogift Danielsson), född 10 maj 1952 i Visseltofta församling, Kristianstads län, är en svensk country- och dansbandssångerska. Danielsson är också dragspelare och i viss mån även sångtextförfattare, samt har blivit berömd för att joddla i vissa sånger, bland annat i "Cowboy Yodel Song", "Rock'n Yodel" och "En tokig sång". Kikki Danielsson hade sin största popularitet i Norden från slutet av 1970-talet till slutet av 1990-talet. 1986 hade hon TV-showen Kikki i Nashville.
Totalt har hon deltagit tio gånger i den svenska Melodifestivalen och en gång i Norges Norsk Melodi Grand Prix. Hon har deltagit i Eurovision Song Contest två gånger: 1982 (som medlem i country- och popgruppen Chips) med bidraget "Dag efter dag", som slutade på åttonde plats, och 1985 (solo) med bidraget "Bra vibrationer", som slutade på tredje plats.

## Biografi

### Uppväxt
Kikki Danielsson föddes i Visseltofta utanför Osby, men adopterades till en bondgård i Småland i fyra-femårsåldern. Där blev hon det enda barnet i familjen, medan hennes lillasyster adopterades till annan ort. Hon växte upp i Delary utanför Älmhult hos hemmansägare Ture Danielsson och Abela Danielsson. Som femåring gjorde Kikki Danielsson 1957 sitt första liveframträdande, då hon sjöng julsången "När Jesusbarnet låg en gång" under den lokala söndagsskolans Luciafirande i hennes hemkyrka i Småland. Som liten sjöng hon i den lokala kyrkokören.

### 1960- till 1980-talet
1967 deltog hon i en talangtävling, och uppträdde då med en dragspelsvals i Sveriges Radio-TV.
Som 17-åring debuterade Kikki 1969 som sångerska i dansorkestern Nickies . 1973 gick hon över till en annan dansorkester, Wizex, vilka 1974 albumdebuterade med Skratta & le. Med Wizex och Lasse Holm deltog hon i den svenska Melodifestivalen 1978, och låten hette "Miss Decibel", vilken slutade på andra plats. Åren 1979-1982 släpptes flera av Wizex inspelningar, där hon deltog i sånginsatserna, i hennes eget namn på singelutgivningar. Hon lämnade Wizex 1982, men som medlem av country- och popgruppen Chips ställde hon upp i Melodifestivalen 1980 med fjärdeplacerade låten Mycke' mycke' mer, 1981 med andraplacerade God morgon och 1982 med segrande Dag efter dag; hon blev även åtta i Eurovision Song Contest sistnämnda år, innan Chips upplöstes 1983.
Sedan 1979 har Kikki Danielsson släppt soloproduktioner; första soloalbumet hette Rock'n Yodel och utkom samma år. Hon har släppt elva soloalbum och två album med gruppen Chips. Av dansbandsalbum har hon släppt nio med Wizex och sju med Roosarna (1996-2000 Kikki Danielssons orkester).
I den svenska Melodifestivalen 1983 gjorde hon solodebut med låten "Varför är kärleken röd?" som slutade på andra plats. En av hennes mest berömda låtar, "Bra vibrationer", segrade i den svenska Melodifestivalen 1985 och slutade på tredje plats i Eurovision Song Contest samma år i Göteborg.
Hon sjunger också gärna country och har medverkat i radio och TV-shower i USA under 1980-talet. 1984 for hon till Nashville och spelade in countryalbumet Midnight Sunshine, och hon utsågs till hedersmedborgare i staden.
Kikki Danielsson har varit en populär artist på Svensktoppen med bland annat melodifestivallåtarna, men även med andra sånger, till exempel "Papaya Coconut", som i original var populär 1987. Med dansbandet Wizex blev "Sången skall klinga" årets Svensktoppsmelodi 1980, och med gruppen Chips hände samma sak med "Dag efter dag" under 1982. 1989 låg hon på Svensktoppen i 17 veckor med låten "Lätta dina vingar". Under sent 1987 gav hon ut julalbumet Min barndoms jular. 

### 1990- och 2000-talet
Med Roosarna hade hon flera hits på Svensktoppen under 1990-talet. 
Tillsammans med Lotta Engberg och Elisabeth Andreassen (Kikki, Bettan & Lotta) deltog hon i Melodifestivalen 2002 med tredjeplacerade "Vem e' de' du vill ha" och de tre hade sedan en egen krogshow under andra halvan av 2002. De deltog även i Norsk Melodi Grand Prix 2003 med fjärdeplacerade "Din hånd i min hånd". Kikki Danielsson deltog i Melodifestivalen 2006 med låten "I dag & i morgon", skriven av Thomas G:son och Calle Kindbom, som tog sig till final i Globen där den slutade på sista plats.
Kikki Danielsson har även sjungit på Stockholm Pride 2001.
I juli 2004 medverkade hon i Melodifestivalen på turné.
28 november-17 december 2006 reste hon runt i Sverige på julturnén Julstämning med Kikki.
Med dansbandet Torgny Melins spelade hon in låten "Ska du gå din väg", som låg på Torgny Melins album Allting som vi har 2007 . I samband med TV4:s Sommarpärlan 2008 fanns på seriens soundtrack en cover av Kikki Danielsson på låten "Du är min man".
Den 27 mars 2009 meddelade Kikki Danielsson för Aftonbladet att hon, efter flera inställda konserter 2008-2009, gick mot ett slut på musikkarriären.. Den 29 juni 2009 medverkade hon i Lotta Engbergs Lotta på Liseberg, som sändes i TV4.

### Senare år
I januari 2010 meddelades dock att Kikki Danielsson tillsammans med Sören "Sulo" Karlsson och The Diamond Dogs skall spela in singeln "Maybe I'll Do", och den 13 juli 2010 medverkade hon i Allsång på Skansen. Den 13 april 2011 släppte hon albumet Första dagen på resten av mitt liv, på vilket hon samarbetat med Sören "Sulo" Karlsson.
2012 medverkade Danielsson i filmen Sean Banan: Inuti Seanfrika.
2015 var Kikki Danielsson med i TV-programmet Lyckliga gatan för TV4 där hon tolkade rapparen Kumbas låt "I staden", och Kumba tolkade Kikki Danielssons låt "Bra vibrationer".
I september 2015 släppte hon albumet Postcard from a Painted Lady.
I november 2016 släppte hon julalbumet Christmas Card from a Painted Lady.
I september 2017 släpptes det tredje albumet i "Painted Lady" trilogin; Portrait From A Painted Lady och hon medverkade i åttonde säsongen av Så mycket bättre (TV4). På juldagen sände SVT1 Kikki Danielsson - ett porträtt, producerat av Susanne Cederberg.
2017 döptes asteroiden 18632 Danielsson, upptäckt av Claes-Ingvar Lagerkvist, efter henne.
Danielsson deltog i Melodifestivalen 2018 i den första deltävlingen med bidraget "Osby Tennessee", som slutade på sjunde och sista plats efter omröstningarna.
I februari 2020 valdes Kikki Danielsson in i Melodifestivalen Hall of Fame. I april 2021 medverkade hon i Masked Singer Sverige.

### Övriga aktiviteter

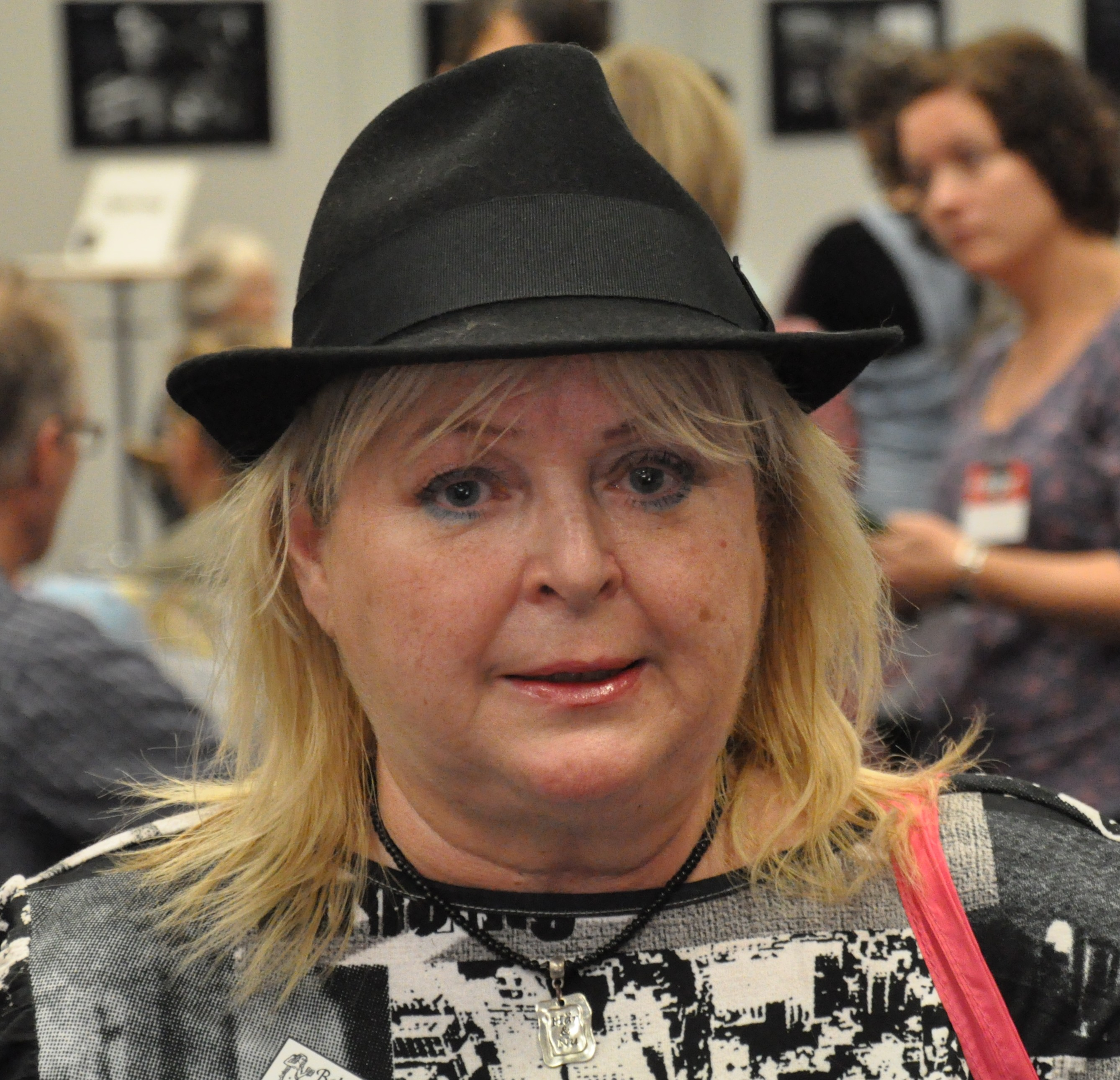
Kikki Danielsson vid Bokmässan i Göteborg 2011.

Den 4 augusti 1991 var hon sommarpratare i SR P3.
Den 9 augusti 2011 utgavs Kikki Danielssons bok Kikki Danielsson : ett schlagerliv.
Den 20 januari 2012 inledde hon en talkshow med Fredrik Virtanen i SR P4.

## Privatliv
Under andra halvan av 1984 gifte hon sig med den svenske musikern Kjell Roos, som ledde dansbandet Roosarna med vilka hon ofta uppträdde med åren 1990–1999. De fick en dotter 1985 och en son 1991. 1999 skilde hon sig från maken Kjell Roos. Det musikaliska samarbetet återupptogs dock 2003.

## Priser och utmärkelser
Kikki Danielsson har sålt drygt 3,5 miljoner skivor, fått 26 guldskivor och sex platinaskivor. 1979 var hon medlem av Wizex, som då fick Rockbjörnen för "Årets bästa dansband". Hon blev också utnämnd till Skandinaviens bästa countrysångerska tre år i rad, 1980-1982 . 1987 tilldelades hon det amerikanska musikpriset "Ampex Golden Reel Award".
För 1994 tilldelades Kikki Danielsson & Roosarna priset "Årets dansband" på Grammisgalan .
2003 fick hon priset "Tigertassen".

## Sångstil
Många av Kikki Danielssons låtar är antingen glada och svängiga dansbandslåtar i upptempostil eller sentimentala countryballader om olycklig kärlek.
Lasse Holm och Ingela "Pling" Forsman har skrivit många låtar, både ballader och upptempolåtar, åt Kikki Danielsson såväl under åren i Wizex och Chips som senare. Många sångtexter har starka naturromantiska drag, ofta med referenser till solen, bland annat "Du är solen i mitt liv", "Ge mig sol, ge mig hav", "Här kommer Solen" ("Having a Party"), "Som en sol". Hon har även spelat in många coverversioner av countrylåtar.
Mindre känt är att Kikki Danielsson även själv skrivit egna sångtexter, dock inga som blivit större hitlåtar; redan på Wizex album Skratta & le 1974 hade hon gjort Umberto Bindis "Il mio mondo" till "Du är hela min värld" . Hon har bland annat skrivit texten på svenska till den av Kris Kristofferson skrivna sången "Nobody Wins", som då blev "Jag måste gå", inspelad av Wizex 1976 . En text på svenska till (Save Your Love), "I juletid", har hon skrivit själv till sitt julalbum Min barndoms jular 1987 , liksom "Här är jag igen", en text på svenska till "Here You Come Again" där inspelningen låg på albumet Just Like a Woman 1981 . På albumet Vägen hem till dej 1991 skrev hon text på svenska till "The Star" som blev "Det största som hänt", "Tear It Up" som blev "Ge dig av" och "You're Taking too Long" som blev "Du gör mig galen" . 1993 skrev hon text på svenska till "Nobody's Baby", som blev "Det finns ingen annan än du" .
På albumet Första dagen på resten av mitt liv 2011 skrev hon texterna till låtarna "Låt min starka låga brinna" och "Första dagen på resten av mitt liv".

### Andras tolkningar
Bland andra som tolkat Kikki Danielsson finns Lars Vegas trio med sin maxisingel Kikki Resque 1993 samt Goto80 på Papaya EP 2001. 2006 tolkade Lasse Stefanz "En timme för sent" på albumet Pickup-56 och 2007 tolkade Anne Nørdsti låten. 2009 släppte det svenska dansbandet Drifters albumet Ljudet av ditt hjärta med bland annat covers på låtar som förknippats med Kikki Danielsson . 2010 tolkade Drifters även hennes "Just Like a Woman" på albumet Stanna hos mig.
I samband med svenska Melodifestivalen 2010 tolkade Timo Räisänen låten "Mycke' mycke' mer" med Hanna Eklöf .
Flera av hennes låtar har också tolkats av olika medverkare i Dansbandskampen. När hon 2017 medverkade i "Så mycket bättre" tolkades flera av hennes låtar där av de andra medverkande artisterna.

## Verk

### Kikki Danielsson i Melodifestivalen
(melodins placering inom parentes):

#### Melodifestivalen (Sveriges uttagning)
- 1978: Miss Decibel (2:a) (Lasse Holm och Wizex)
- 1980: Mycke' mycke' mer (4:a) (Chips)
- 1981: God morgon (2:a) (Sweets 'n Chips)
- 1982: Dag efter dag (1:a (8:a i Eurovision Song Contest 1982)) (Chips)
- 1983: Varför är kärleken röd? (2:a)
- 1985: Bra vibrationer (1:a (3:a i Eurovision Song Contest 1985))
- 1992: En enda gång (4:a)
- 2002: Vem é dé du vill ha (3:a) (Kikki, Bettan & Lotta)
- 2006: I dag & i morgon (10:a)
- 2018: Osby Tennessee (7:a i DF)

#### Norsk Melodi Grand Prix (Norges uttagning)
- 2003: Din hånd i min hånd (4:a) (Kikki, Bettan & Lotta)

### Solodiskografi

#### Studioalbum
| Titel                              | Släppår                                     |
| ---------------------------------- | ------------------------------------------- |
| Rock'n Yodel                       | 1979                                        |
| Just Like a Woman                  | 1981                                        |
| Kikki                              | 1982                                        |
| Singles Bar                        | 1983                                        |
| Midnight Sunshine                  | 1984                                        |
| Bra vibrationer                    | 1985                                        |
| Papaya Coconut                     | 1986                                        |
| Min barndoms jular                 | 1987, återutgivet som Nu är det advent 2001 |
| Canzone d'amore                    | 1989                                        |
| Vägen hem till dej                 | 1991                                        |
| Jag ska aldrig lämna dig           | 1993                                        |
| Första dagen på resten av mitt liv | 2011                                        |
| Postcard from a Painted Lady       | 2015                                        |
| Christmas Card from a Painted Lady | 2016                                        |
| Portrait of a Painted Lady         | 2017                                        |
| Ängel med sorgkant                 | 2022                                        |

#### Samlingsalbum
| Titel                   | Släppår          |
| ----------------------- | ---------------- |
| Varför är kärleken röd? | 1983             |
| Kikkis 15 bästa låtar   | 1984             |
| På begäran              | 1990             |
| In Country              | 1992             |
| På begäran 2            | 1994             |
| Långt bortom bergen     | 1997             |
| I mitt hjärta           | 1999             |
| 100% Kikki              | 2001             |
| Fri - En samling        | 2001             |
| I dag & i morgon        | 2006             |
| Kikkis bästa            | 2008             |
| Upp till dans           | 2009 (Expressen) |
| Miss Decibel            | 2021             |

#### Singlar
| Titel                                                  | Släppår                                               |
| ------------------------------------------------------ | ----------------------------------------------------- |
| El Lute/Some Girls                                     | 1979, splitsingel med Tommy Stjernfeldt i Wizex       |
| Lay Your Love on Me/Talking in Your Sleep              | 1979                                                  |
| Sometimes When We Touch/US of America                  | 1980                                                  |
| Vill du dela med dej/We're All Alone                   | 1980                                                  |
| Varför är kärleken röd?/Du skriver dina kärlekssånger  | 1983                                                  |
| Comment ça va/Du skriver dina kärlekssånger            | 1983                                                  |
| Gubben i lådan/I've Got a Heaven                       | 1984                                                  |
| Bra vibrationer/Plingeling                             | 1985                                                  |
| Right Night for Loving (Bra vibrationer)/Love Can Hurt | 1985                                                  |
| Rädda pojkar/En bra dag att försonas                   | 1986                                                  |
| Den enda jord vi har/Jag vet vad jag vill              | 1987                                                  |
| John & Jill/Den enda jord vi har                       | 1988                                                  |
| Let Them Walk in the Sunshine/Waiting for the Morning  | 1988                                                  |
| Julen är härlig/Julen är härlig (instrumental)         | 1990                                                  |
| Ge mig sol, ge mig hav/Vem vet (I Might)               | 1990                                                  |
| En enda gång/En enda gång (karaokeversion)             | 1992                                                  |
| Som en sol                                             | 1993                                                  |
| En försvunnen värld                                    | 1995 (med Roosarna)                                   |
| Kärlekens vindar                                       | 1997 (med Roosarna)                                   |
| Papaya Coconut (come along)                            | 1998 (med Dr. Alban)                                  |
| Lämna mig inte                                         | 2001                                                  |
| I dag & i morgon/Yesterday Once More                   | 2006                                                  |
| Maybe I'll Do                                          | 2010 (med Sören "Sulo" Karlsson och The Diamond Dogs) |
| Let this Light Shine on Forever                        | 2010                                                  |
| Country Twist                                          | 2013                                                  |
| I staden                                               | 2015                                                  |
| Osby Tennessee                                         | 2018                                                  |

### Sololåtar på Svensktoppen
| Titel                       | Inträdesår/Utträdesår                          |
| --------------------------- | ---------------------------------------------- |
| Rock'n Yodel                | 1979                                           |
| El Lute                     | 1979                                           |
| Sången skall klinga         | 1980                                           |
| Vill du dela med dig        | 1980                                           |
| Är du på väg                | 1981                                           |
| Lättare sagt än gjort       | 1981                                           |
| Rädda pojkar                | 1986                                           |
| En timme för sent           | 1986                                           |
| Papaya Coconut              | 1987                                           |
| I kväll jag tänder ett ljus | 1987                                           |
| John & Jill                 | 1988                                           |
| Lätta dina vingar           | 1989                                           |
| Ge mig sol, ge mig hav      | 1990                                           |
| Vägen hem till dig          | 1991                                           |
| En enda gång                | 1992                                           |
| Det finns ingen annan än du | 1993 (med Roosarna)                            |
| Som en sol                  | 1993                                           |
| Jag ska aldrig lämna dig    | 1993                                           |
| Långt bortom bergen         | 1994 (med Roosarna)                            |
| Vet du vad jag vet          | 1995 (med Roosarna)                            |
| En försvunnen värld         | 1995 (med Roosarna)                            |
| Hem till Norden             | 1996 (med Roosarna)                            |
| All min kärlek              | 1996 (med Roosarna)                            |
| Nu är det advent            | 2000-2001 (duett med Janne Önnerud)            |
| Lämna mig inte              | 2001                                           |
| Dé é vanliga mänskor        | 2001 (med Mats Rådberg och Christina Lindberg) |
| I mitt hem                  | 2001                                           |
| Jag har börjat leva nu      | 2002                                           |
| I dag & i morgon            | 2006                                           |

#### Missade Svensktoppens lista
| Titel                    | Testår                         |
| ------------------------ | ------------------------------ |
| Fri                      | 2001                           |
| Du och jag               | 2002 (duett med Janne Önnerud) |
| Wagon Wheels             | 2011                           |
| Här går en annan         | ?                              |
| En dröm jag vill ha kvar | ?                              |
| Jag vet vad jag vill     | ?                              |
| Vad som än händer        | ?                              |
| Dagar som kommer och går | 1999 (med Roosarna)            |
| Det var det ingenting på | ? (med Roosarna)               |
| Ring mig i morgon        | ? (med Roosarna)               |
| Kvällens sista dans      | ? (med Roosarna)               |
| Du är solen i mitt liv   | ? (med Roosarna)               |
| Livet är nu              | ? (med Roosarna)               |
| Natt efter natt          | ? (med Roosarna)               |
| Den enda sanna mannen    | ? (med Roosarna)               |
| Mitt hjärta slår för dig | ? (med Roosarna)               |
| Wagon Wheels             | 2011                           |

### Film och TV
- 1978 – Melodifestivalen (TV-serie)
- 1980 – Melodifestivalen (TV-serie)
- 1981 – Melodifestivalen (TV-serie)
- 1982 –  Melodifestivalen  (TV-serie)
- 1982 – Eurovision Song Contest (TV-serie)
- 1983 – Melodifestivalen (TV-serie)
- 1985 – Melodifestivalen  (TV-serie)
- 1985 – Eurovision Song Contest (TV-serie)
- 1992 – Melodifestivalen (TV-serie)
- 2002 – Melodifestivalen  (TV-serie)
- 2003 – Norska Melodi Gand Prix (TV-serie)
- 2006 – Melodifestivalen (TV-serie)
- 2009 – Lotta på Liseberg (TV-serie)
- 2010 – Allsång på Skansen (TV-serie)
- 2012 – Sean Banan: inuti Seanfrika
- 2015 – Lyckliga gatan (TV-serie)
- 2017 – Så mycket bättre (TV-serie)
- 2017 – Kikki Danielsson: ett porträtt (TV-serie)
- 2018 – Melodifestivalen  (TV-serie)
- 2018 – Sjölyckan (TV-serie)
- 2021 – Masked Singer Sverige (TV-serie)